# Cyclophiops hamptoni
Cyclophiops hamptoni — вид неотруйних змій родини вужеві (Colubridae).

## Етимологія
Вид названий на честь Герберта Хемптона, що знайшов типовий зразок.

## Поширення
Цей вид відомий тільки з одного зразка, що знайдений в типовій місцевості поблизу міста Могок (22°55'16"N 96°30'20"E) у північній частині М'янми.

## Опис
Змія сягає завдовжки 105 см. Має тіло рівномірного зеленого забарвлення з білим черевом. Вид схожий на Cyclophiops doriae, але має ширші ростральні щитки.